# Einhyrningar
Einhyrningar är ett berg i republiken Island. Det ligger i regionen Suðurland, 160 km öster om huvudstaden Reykjavík. Toppen på Einhyrningar är 694 meter över havet.
Trakten runt Einhyrningar är nära nog obefolkad, med mindre än två invånare per kvadratkilometer. Det finns inga samhällen i närheten. Trakten runt Einhyrningar består i huvudsak av gräsmarker.